# Айрін ван де Лаар
Айрін Вільгельміна Марія ван де Лаар (4 грудня 1968, Валькенсвард) — голландська телеведуча, актриса та колишня модель.

## Біографія

### Кар'єра
Ван де Лаар народилася у Валкенсварді та виросла в місті Хесвейк-Дінтер.Її відкрили на конкурсі моделей, організованому Ліндою де Мол. У 1994 році вона стала Міс Всесвіт Нідерландів і представляла Нідерланди на конкурсі Міс Всесвіт 1994 року в Манілі.
У 1995 році вона дебютувала як ведуча на телебаченні на каналі SBS6 з програмою «Нічний вершник» (De Nachtrijder). Пізніше ван де Лаар вела інші програми на SBS6,а ще пізніше — на RTL 5. У 2002 році вона дебютувала як актриса в мильній опері ONM в ролі Прісцилли Був'є. Пізніше з'явилися ролі в серіалах «Баантєр» (Baantjer), «Лотте» (Lotte) і «Ван Спейк» (Van Speijk). Айрін також знялася в екранізації фільму «Керрі Сліз Раделос».
У 2015 році Ван де Лаар представила на RTL 7 програму «Справа муніципалітету» (Een Zaak Van De Gemeente).
У 2021 році брала участь у De Alleskunner VIPS.
У 2023 році вона була однією з претенденток на участь у шоу «Зрадники» (De Verraders), але їй довелося покинути його одної із перших. Того ж року Ван де Лаар була однією з учасниць 23-го сезону програми RTL 4 «Експедиція Робінзона» (Expeditie Robinson), вона вибула шостою, фінішувавши на п'ятнадцятому місці.

## Особисте життя
Ван де Лаар перебувала у тривалих стосунках з Весселом ван Діпеном, від якого в 1999 році народила доньку. Ці стосунки розпалися у 2004 році. Після цього у неї були стосунки з Сандером Брінкхейсеном, від якого вона народила сина у 2006 році. Пара розлучилася у 2008 році. Після цього в Айрін ван де Лаар були стосунки з Берто Кляйнсманом і Сержем де Варрімоном.